# Brownanthus vaginatus
Brownanthus vaginatus là một loài thực vật có hoa trong họ Phiên hạnh. Loài này được (Lam.) Chess. & M.Pignal mô tả khoa học đầu tiên năm 2005.